# Іда Ліхтенштейнська
Іда Ліхтенштейнська, повне ім'я Іда Марія Ламберта Терезія Франциска де Паула фон унд цу Ліхтенштейн (нім. Ida Maria Lamberta Theresia Franziska de Paula von und zu Liechtenstein, 17 вересня 1839 — 4 серпня 1921) — принцеса фон унд цу Ліхтенштейн, донька князя Ліхтенштейну Алоїза II та графині Франциски Кінскі фон Вхініц унд Теттау, дружина князя Адольфа Йозефа Шварценберга.

## Біографія
Іда народилась 17 вересня 1839 року в замку Ледніце. Вона була п'ятою дитиною та п'ятою донькою в родині князя Ліхтенштейну Алоїза II та його дружини Франциски Кінскі фон Вхініц унд Теттау. Дівчинка мала старших сестер Марію, Кароліну, Софію та Алоїзію. Наступного року у неї з'явився молодший брат Йоганн, а згодом ще чотири молодші сестри та брат Франц.

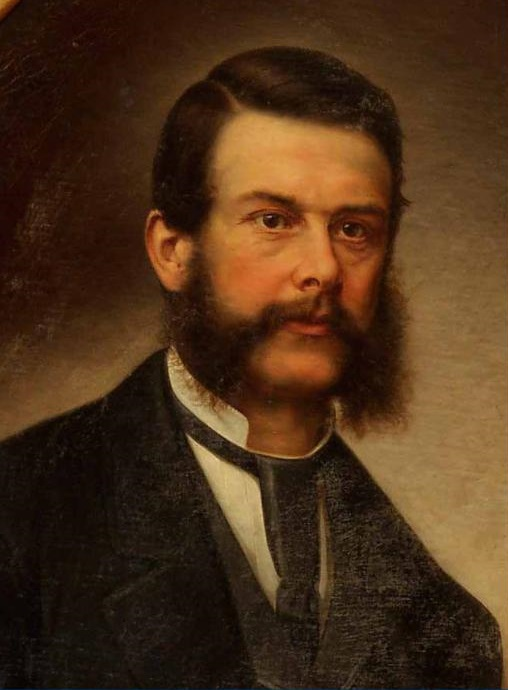
Адольф Йозеф Шварценберг, 1862

У 17 років Іда взяла шлюб із 25-річним принцом Адольфом Йозефом Шварценбергом. Весілля відбулося 4 червня 1857 у каплиці палацу Ліхтенштейнів у Відні. Вінчання провів кардинал Берджих Шварценберг, дядько нареченого. Подружнє життя виявилося довгим і щасливим. Чоловік був відомий доброю вдачею та почуттям гумору, через що був неабияк популярним. Пара оселилася в Лібейовіце. У подружжя народилося дев'ятеро дітей.
Більшу частину року сімейство проводило в Моравії, де Адольф Йозеф мав маєтки. Іда від 1858 року була призначена фрейліною імператриці Єлизавети. Брала участь у діяльності різних благодійних організацій та установ соціального забезпечення.
У 1888 році її чоловік став 8-м князем Шварценбергом. У 1907 році пара відмітила золоте весілля у замку Глубока. Урочистості були продумані заздалегідь і підготовці до них була приділена особлива увага. Присутніми були близько 100 гостей. Подія освітлювалася у газетах та журналах.
Адольф Йозеф пішов з життя 5 жовтня 1914. Іда пережила його на сім років.

## Родина
Чоловік — Адольф Йозеф Шварценберг
Діти:
- Елеонора (1858—1938) — дружина графа Генріха Ламберга;
- Йоганн (1860—1938) — 9-й князь Шварценберг, був одруженим із графинею Терезою Траутмансдорфф-Вайнзберг, мав восьмеро дітей;
- Франциска де Паула (1861—1951) — дружина графа Міклоша Естергазі де Галата, мала п'ятеро дітей;
- Алоїз (1863—1937) — одруженим не був, дітей не мав;
- Марія Алоїзія  (1865—1943) — черниця;
- Фелікс (1867—1946) — був одруженим із принцесою Анною цу Льовенштайн-Вертхайм, Рошфор, мав п'ятеро дітей;
- Георг  (1870—1952) — підполковник, одруженим не був, дітей не мав;
- Карл  (1871—1902) — дипломат, одруженим не був, дітей не мав;
- Терезія  (1873—1946) — одружена не була, дітей не мала.